# Charles Spinasse
Charles Spinasse (Égletons, 22 ottobre 1893 – Rosiers-d'Égletons, 9 agosto 1979) è stato un politico francese.

## Biografia
Fin da giovane aderisce alla Sezione Francese dell'Internazionale Operaia, eletto più volte deputato (rimanendo in carica dal 1924 al 1942), fu ministro dell'Economia Nazionale (1936-1937) e ministro del Bilancio (13 marzo-10 aprile 1938) nei governi del Fronte Popolare di Léon Blum. Fece parte della corrente pacifista della SFIO.
Il 6 luglio 1940 votò a favore della concessione dei pieni poteri al maresciallo Philippe Pétain. Aderì allo Stato di Vichy, fondò il giornale collaborazionista L'Effort e diresse il settimanale Le Rouge et le Bleu (Il Rosso e il blu), vietato dalle autorità di Occupazione nel 1942.
Espulso dalla SFIO alla Liberazione come tutti gli ex deputati socialisti compromessi con Vichy, dopo una breve detenzione riprese l'attività politica e aderì al Partito Socialista Democratico (PSD), mantenendo un ruolo modesto in politica e ricoprì solo incarichi locali, ma appoggiò, negli anni Sessanta, un giovane esponente gollista del dipartimento della Corrèze: Jacques Chirac.
Morì all'età di 85 anni il 9 agosto 1979.

## Mandati elettivi
- Sindaco di Egletons (Corrèze 1929-1944 1965-1977)
- Consigliere generale del cantone d'Egletons (Corrèze, 1919-1949 et 1961-1976)
- Deputato all'Assemblea Nazionale eletto nella Corrèze (1924-1942).